# Everaldo
Everaldo Marques da Silva (Porto Alegre, 1944. szeptember 11. – Santa Cruz do Sul, 1974. október 28.) világbajnok brazil válogatott labdarúgó.
A brazil válogatott tagjaként részt vett az 1970-es világbajnokságon.
Nem sokkal a 30. születésnapja után autóbalesetben hunyt el. Vele utazott a felesége is, aki szintén nem élte túl a tragédiát.

## Pályafutása

### A válogatottban
1967 és 1972 között 24 alkalommal szerepelt a brazil válogatottban. Tagja volt az 1970-es világbajnok csapatnak.

## Sikerei, díjai
Grêmio
- Gaúcho bajnok (3): 1967, 1968, 1969

Brazília
- Világbajnok (1): 1970

Egyéni
- Bola de Prata (1): 1970